# Джо Шлаботник
Джо Шлаботник (Joe Shlabotnik) е герой, който не се появява от поредицата карикатури Peanuts на Чарлс М. Шулц. Чарли Браун го счита за своя любим бейзболист и в повечето време търси колекционерски неща- бейзболни картички, автографи- и лични срещи. Чарли Браун дори основава фен клуб на Джо Шлаботник, но той спира съществуването си след първото издание на ежеседмичния бюлетин с новини. Веднъж Лайнъс кани Шлаботник на вечеря за Чарли Браун, но бейзболистът се изгубва по пътя от дневната си работа на автомивка. Друг път трябва да се появи на спортен банкет, където феновете вечерят с любимите си спортисти (гостите включват Уили Мейс, Ханк Аарън, Джак Никлаус и Пеги Флеминг), а Чарли Браун, Лайнъс и Снупи си купуват билети, за да седят на масата на Джо. Той е единственият спортист, който не се появява, като обяснява, че е отбелязал погрешното събитие, град и дата в своя календар.
Шлаботник е понижен в малката лига, след като отбелязва 0.004 за цял сезон. След като е изпратен в Stumptown of the Green Grass League, той се пенсионира като играч и става мениджър на Уафълтаун Сиръпс (Waffletown Syrups).
Името Джоузеф Шлаботник е използвано и по-рано в Peanuts в карикатура от 22 февруари 1957, когато Шрьодер споменава пианист- „несравнимият Джоузеф Шлаботник“, за който признава, че си го е измислил.